# Lomonosovite
La lomonosovite è un minerale appartenente al supergruppo della seidozerite.